# Lamprogaster indistincta
Lamprogaster indistincta är en tvåvingeart som beskrevs av Malloch 1928. Lamprogaster indistincta ingår i släktet Lamprogaster och familjen bredmunsflugor. Inga underarter finns listade i Catalogue of Life.